# Tibetski narodi
Tibetski narodi, grana himalajskih naroda tibetsko-burmanske porodice, naseljenih na području Tibeta, Nepala, Butana i Indije. Tibetski narodi dalje se dijele na 4 osnovne skupine, od kojih se svaka sastoji od nekoliko naroda, to su: 
a) Bodijski narodi, obuhvaća narod Sharchop (pl. Sharchhokpa) iz Butana koji govore jezikom tshangla;
b) Dhimal narodi, kojima pripadaju Dhimal iz Nepala i Toto iz Indije;
c) Tamang narodi iz Nepala, s Chhantyal, Gurung, Manang, Tangbe (govore jezikom seke), narod iz doline Nar Phu i Thakali (s Thakali, Marphali i Syangtan, nazivani i Panchgaunle ili 5 sela). Posljednja skupina su
d) pravi Tibetanci, koji se geografski dijele na 
d1. sjeverne u Kini (Amdo, Choni i Khampa);
d2. centralni u Nepalu, Indiji i Kini (Dolpo, Kyerung, narod Kutang Bhotia koji je službeno priznat kao Larke, a govore jezikom nubri; Lhomi ili Lomi; Loba koji govore jezikom lowa; Mugali, govore mugom; Walungba, govore walungge; Helambu Sherpa, Tichurong, Tsumba koji govore tsum; Tseku, Panang, jad), Atuence
d3. istočni u Butanu (Dakpakha, Bumthangpa koji govore bumthangkha, Nyenpa, govore nyenkha, Nupbi, govore nupbikha, Monpa, govore olekha, Chali govore chalikha, Kheng govore khengkha, Kurteop govore kurtokha);
d4. južni u Butanu, Nepalu i Indiji (Brokpa ili Brokkat Brogpa, narod Matpa koji govori chocangacakha, Bhotia ili Butanci koji govore dzongkha, Groma, Lakha, Lunape koji govore lunanakha, Layakha, Dakpa koji govore brokpake, Sikimci, Jirel i Sherpa);
d5. zapadni u Pakistanu (Balti) i ostali u Indiji i Kini (Takpa, Champa što govore changthang, Ladakhi, Purik i oni što govore zangskari i zovu se Gara);
d6. malene zasebne skupine Gongduk u Butanu; Lhop koji govore lhokpu u Butanu; Naaba i Thudam iz Nepala i narod Sherdukpen iz Indije.